# Simón Episcopius

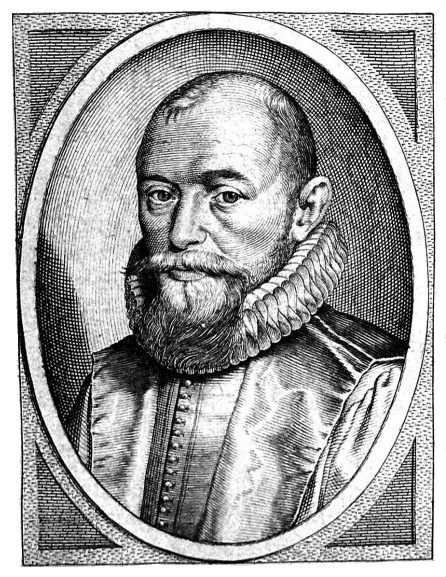
Simón Episcopius.

Simón Episcopius o Simon Bischop (Ámsterdam, 8 de enero de 1583-ibíd., 4 de abril de 1643) fue un  teólogo protestante holandés.

## Arminiano
En 1600 se matriculó en la Universidad de Leiden, donde estudió Teología bajo la dirección de Jacobus Arminius. En 1610, cuando los arminianos presentaron el famoso manifiesto de cinco puntos, Remonstrance, él llegó a ser pastor en Bleyswick, una pequeña población cerca de Róterdam. Al año siguiente defendió la causa de los remonstrantes en la conferencia de La Haya.

## Controversia y destierro
En 1612 sucedió al calvinista Franz Gomarus como profesor de Teología de Leiden (Gomarus había dimitido como protesta por la entrada de otro arminiano -Conradus Vorstius- en la facultad en sustitución del propio Arminius), lo cual causó la protesta de los gomaristas, alarmados por la influencia que ganaban los arminianos. La controversia se entrelazó fuertemente con los conflictos políticos entre los monárquicos, apoyados por los gomaristas, y los republicanos, apoyados por los arminianos. La polémica culminó con la convocatoria al Sínodo de Dort en 1618.
Episcopius fue escogido como portavoz por los trece representantes arminianos que acudirían al sínodo, pero éste rehusó escucharlo cuando no se sometió al orden de discusión, que le imponía en primer lugar presentar los textos bíblicos que sustentaban su opinión. Episcopius y los otros doce representantes arminianos fueron destituidos de todos los cargos y desterrados del país.
Episcopius se retiró a Amberes y luego a Francia, radicándose en París y Ruan; dedicó el tiempo a escribir en defensa de las tesis arminianas. Al intentar el jesuita Luke Wadding ganarlo para el catolicismo, se involucró en una controversia con él. En (1625) tras la muerte del Estatúder Mauricio de Nassau, cesó la persecución contra los arminianos en Holanda, y Episcopius pudo regresar a su patria en 1626. Entonces fue nombrado pastor de la congregación arminiana de Róterdam y luego designado rector del seminario arminiano (Remonstrant College) en Ámsterdam, donde murió.

## Valoración
Episcopius puede ser considerado en gran parte como el fundador del arminianismo, ya que sistematizó y divulgó los estudios y las opiniones de Jacobus Arminius. Además de controvertir las doctrinas peculiares del calvinismo, como la doble predestinación, Episcopius enfatizó en el hecho de que el cristianismo implica más un cambio verdadero en el corazón, la mentalidad y la vida personal que un sistema intelectual de creencias y dogmas. Opuso al formalismo intelectual la vida de fe.

## Obras
Las principales obras de Episcopius fueron Confessio declaratio sententiae pastorum gui in foederato Beiglo Remonstrantes vocantur super praecipuis artscuf is religionis Christianae (1621); Apologia per confessione (1629); Verus theologus remonstrans; y las inacabadas Institutiones theologicae. 